# Georges Geefs
Pour les articles homonymes, voir Geefs.
Georges Geefs, parfois appelé Joris Geefs, né à Anvers le 20 novembre 1850 et mort à Berchem le 4 décembre 1933, est un sculpteur belge.
Issu d'une famille d'artistes, et formé par son père Joseph Geeefs à Anvers et aux Beaux-Arts de Paris, il mène de front une carrière académique et expose ses sculptures de facture classique en Belgique, en Europe et aux États-Unis.

## Biographie

### Famille
Georges (Gustave Joris Théodore) Geefs, né à Anvers le 20 novembre 1850, est un membre de la famille Geefs, une famille de sculpteurs issus des deux mariages de son grand-père paternel Joannes Geefs (1779-1848), boulanger. Georges Geefs est le fils aîné de Joseph Geefs et de Adèle Roelandt, fille de l'architecte Louis Roelandt. Il a trois sœurs, ainsi qu'un frère Eugène Geefs (1854-1925), architecte, lauréat du Prix de Rome belge en architecture en 1879.

### Formation à Anvers et à Paris
En 1863, il est étudiant à l'Académie royale des beaux-arts d'Anvers, où il suit des cours de sculpture sous le professorat de son père et d'autres maîtres : Jean Rousseau, professeur d'esthétique et Arthur Goemaere qui dispense les cours d'histoire et de costumes et antiquité. En 1871, à l'issue de son cursus, il obtient le second prix d'excellence en statuaire, de même qu'en composition d'histoire et les premiers prix en anatomie du squelette, en esthétique et en histoire.
Après s'être présenté sans succès en 1872 au Prix de Rome belge, Georges Geefs se forme quelque temps auprès de Jules Cavelier, et de Jean-Marie Bonnassieux, professeurs à l'École des beaux-arts de Paris et présente, en 1877, une sculpture au Salon de Paris. En 1877, Georges Geefs obtient une mention honorable au Prix de Rome belge de sculpture en 1877, grâce à son Chef gaulois fait prisonnier des Romains.

### Carrière

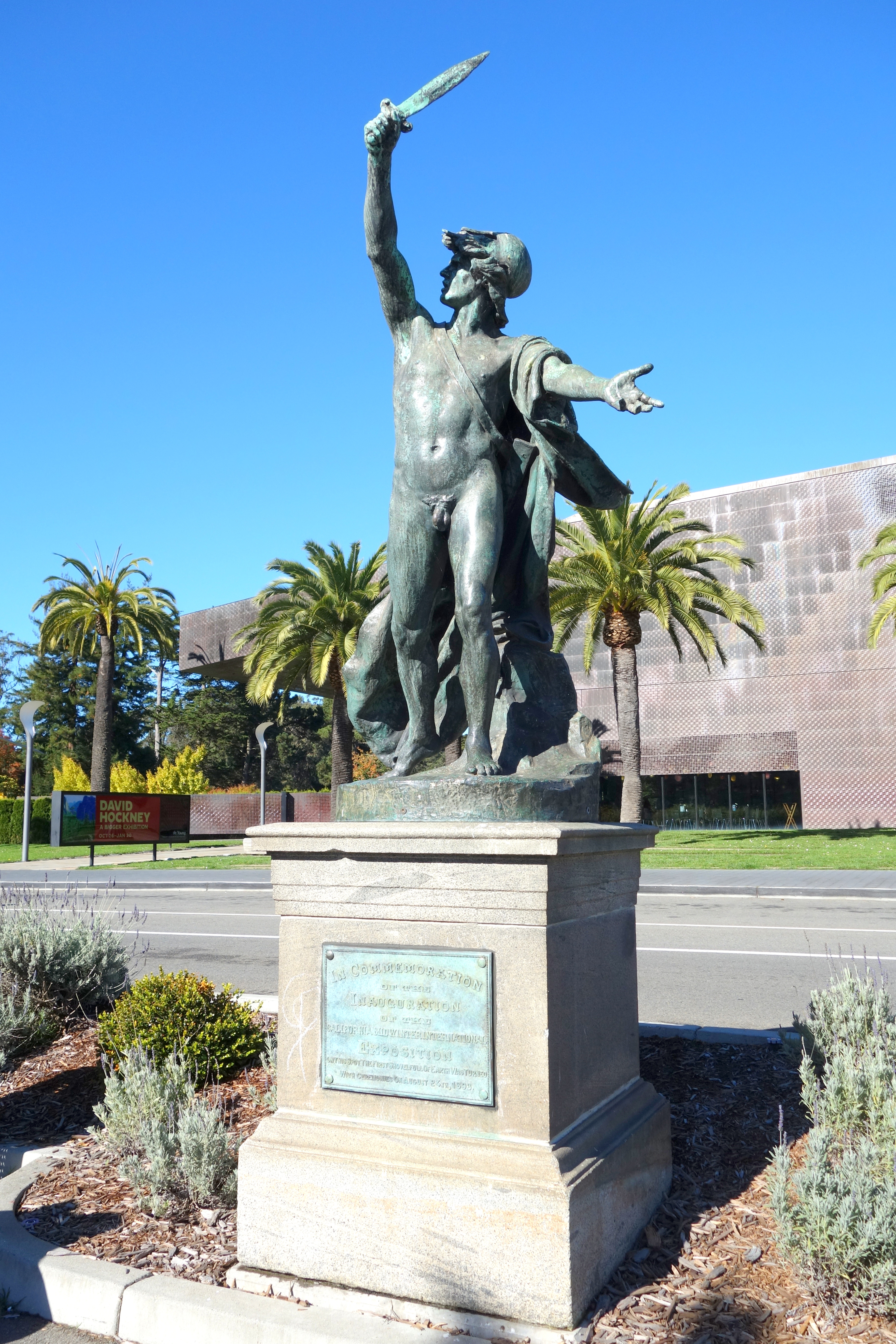
Gladiateur romain par Georges Geefs, au Parc du Golden Gate, San Francisco, 1881.

Professeur d'anatomie à l'Académie d'Anvers de 1886 à 1911, il forme de nombreux élèves,. Il participe au Salon de Bruxelles de 1878, où il obtient une médaille d'or pour son Léonidas. La critique du Journal de Bruxelles affirme : « C'est la meilleure statue exposée, c'est de l'art sérieux et viril, le guerrier spartiate est doué d'un mouvement, d'une énergie superbe en excitant ses troupes au combat. »
En 1879, Georges Geefs expose pour la première fois au Salon des artistes français à Paris, où il obtient une médaille de 3e classe. Il participe aux nombreuses éditions analogues suivantes. Il envoie également un Léonidas aux Thermopyles à l'Exposition universelle internationale et coloniale d'Amsterdam de 1883.
Depuis 1893, le Gladiateur Romain ou Roman Gladiator (sculpture) (en) de Georges Geefs, créé en 1881, est érigé dans le Parc du Golden Gate de la ville de San Francisco qui l'a acquis après une exposition internationale.
En Belgique, à la charnière des XIXe et XXe siècles, Georges Geefs orne plusieurs façades anversoises : le fronton de la maison De Mouwe, la statue principale de Den Engel, une allégorie de l'Été (tournesol) au grand hôtel Métropole, les armoiries de la ville supportées par deux porteurs d'écu sur la façade du Musée des Beaux-Arts, la statue en bronze de Clio aux archives de l'État, et d'autres bâtiments.

### Vie privée
Époux d'Adela Maria Michiels (1855-1934), Georges Geefs meurt à Berchem le 4 décembre 1933, à l'âge de 83 ans.

## Œuvres
Sélection :
- 1876 : Léonidas, Salon d'Anvers ;

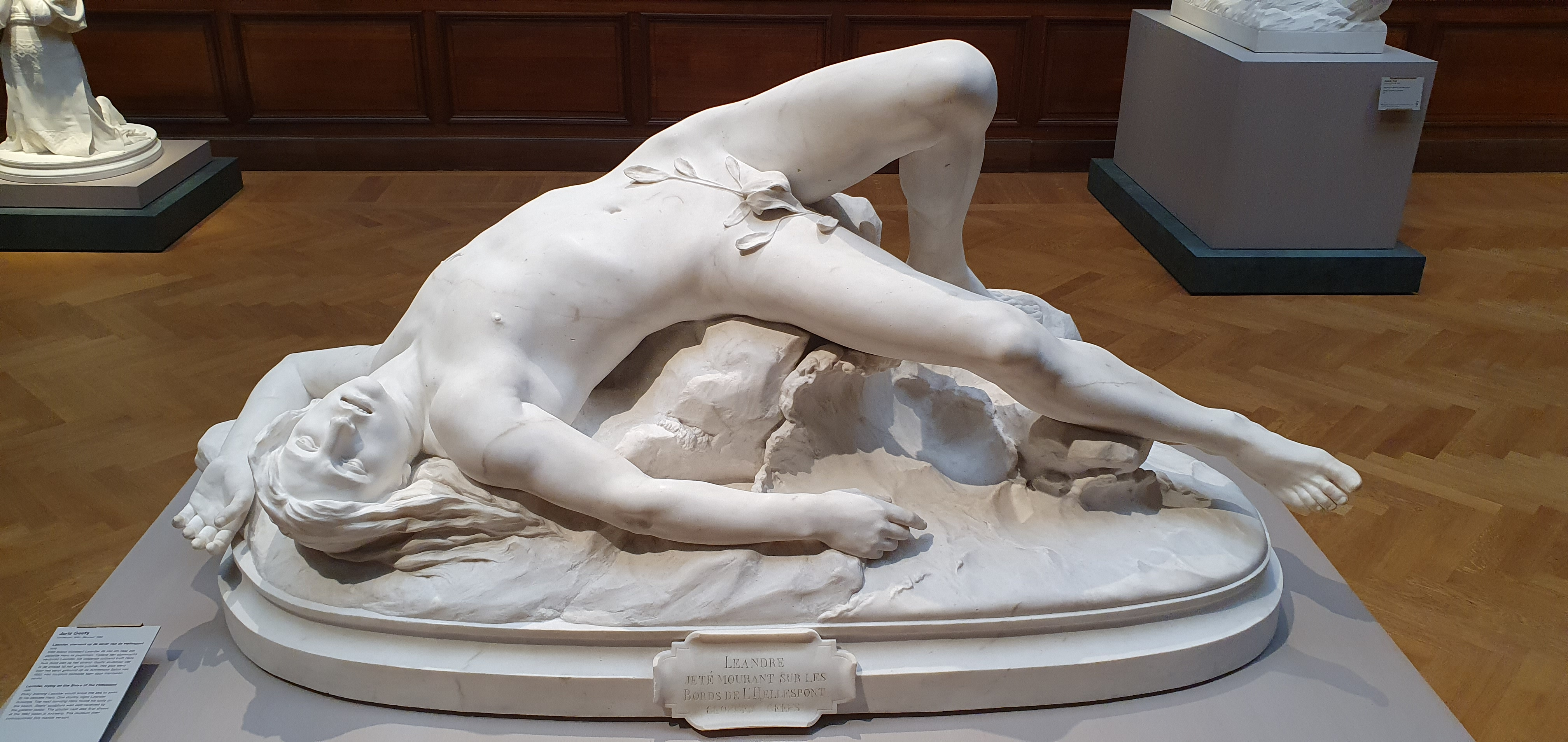
Léandre mourant sur la rive de l'Hellespont, 1886.

- 1877 : L'industrie linière personnifiée, bas-relief, séance des beaux-arts de l'Académie de Bruxelles ;
- 1878 : Léonidas, Salon de Bruxelles de 1878 ;
- 1881 : Gladiateur romain, au Parc du Golden Gate, San Francisco ;
- 1882 : La Sculpture, bronze, façade des Musées royaux des Beaux-Arts de Belgique, Bruxelles ;
- 1885 : Furie française, bronze, pont Kipdorp à Anvers ;
- 1886 : Léandre mourant sur la rive de l'Hellespont, Musées royaux des Beaux-Arts d'Anvers ;
- 1886 : M. Potjes, Exposition triennale de Gand ;
- 1894 : Monument de Léopold De Wael, cimetière d'Anvers, en collaboration avec son frère Eugène, architecte ;
- 1898 : Buste de Guillaume Geefs ;
- 1904 : Buste de Marthe Geefs.